# Valerio Verre
Valerio Verre (* 11. Januar 1994 in Rom) ist ein italienischer Fußballspieler. Er steht aktuell beim FC Palermo unter Vertrag.

## Karriere
Der in Rom geborene Verre kam über Jugendabteilungen von verschiedenen kleineren Vereinen 2005 in die Akademie der AS Rom, die er bis 2012 besuchte. In der Spielzeit 2011/12 stand Verre im Profikader, kam jedoch nicht zum Einsatz, sodass man sich entschloss, ihn an den CFC Genua abzugeben. Dieser entschied sich dazu, Verre sofort zu verleihen, um ihm Spielpraxis zu ermöglichen, er spielte die Saison 2012/13 auf Leihbasis für die AC Siena. Nach acht Einsätzen bei Siena verpflichtete Udinese Calcio Verre im Sommer 2013, diese verlieh ihn jedoch ebenfalls sofort weiter und zwar an die US Palermo. Für diese konnte er in der Zweitligaspielzeit 2013/14 20 Einsätze verbuchen und den Meistertitel der Serie B feiern.
Nach einer weiteren Leihe zur AC Perugia Calcio folgte 2015 der Wechsel zu Delfino Pescara 1936. Mit Pescara gelang ihm der Aufstieg in die Serie A, allerdings stieg man im Jahr danach wieder ab. Im Sommer 2017 sicherte sich Sampdoria Genua die Dienste Verres. Nachdem er nach zum AC Perugia Calcio, Hellas Verona und dem FC Empoli ausgeliehen wurde, kehrte er nach Genua zurück. Im Sommer 2024 wechselte er fest zum FC Palermo.
Von 2009 bis 2017 kam Verre für verschiedene italienische Juniorennationalteams zum Einsatz.

## Erfolge
- Italienischer Zweitligameister: 2013/14
- Aufstieg in die Serie A: 2015/16